# Tarves Medieval Tomb

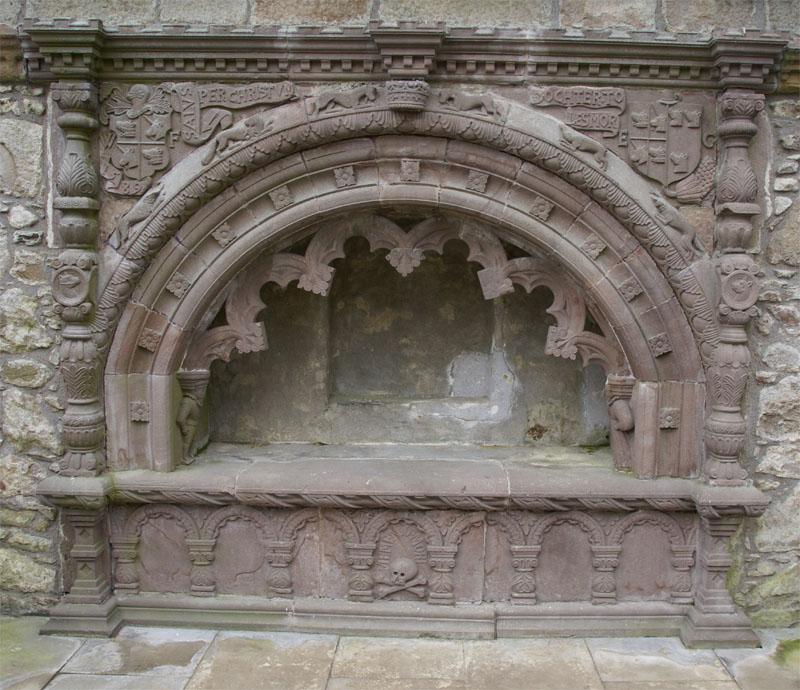
Tarves Medieval Tomb, het graf van William Forbes, zevende heer van Tolquhon

De Tarves Medieval Tomb is de zestiende-eeuwse graftombe van William Forbes, Heer van Tolquhon, staande op de begraafplaats van de parochiekerk van Tarves, gelegen 24 kilometer noordnoordwest van Aberdeen.

## Beschrijving
De tombe op de begraafplaats van Tarves is de laatste rustplaats van Forbes, de zevende heer van Tolquhon en zijn vrouw Elizabeth Gordon. Forbes had zijn residentie in Tolquhon Castle.
In 1589 bouwde Forbes de tombe van rode zandsteen in de zuidelijke deel van de middeleeuwse parochiekerk van Tarves. In 1798 werd deze kerk vervangen door de huidige parochiekerk en kwam de tombe buiten de kerk te liggen.
De tombe toont een mix van gotische en renaissance vormen. Het grootste deel is middeleeuws van karakter, al zijn er ook pseudo klassieke invloeden waar te nemen, zoals de arcade op de kist en de pilaren aan de zijkanten. Aan de linkerzijde is het wapenschild van Forbes te zien, een helm met het motto SALVM PER CHRISTVM (redding door Christus). Om het schild heen staan de initialen van Forbes en eronder staat het jaartal 1589.

Rechts is het wapen te zien van zijn vrouw, Gordon of Lesmoir, met haar initialen en de tekst DOCHTER TO LESMOR (dochter van Lesmoir). Rechts en links zijn figuren te zien die de heer en zijn vrouw voorstellen.
Bovenaan de bogen is een kroon geflankeerd met twee eenhoorns. Op de bogen, gericht naar de kroon, staat rechts een hond afgebeeld die een vos achtervolgt die een gans in zijn bek heeft, en links een hond die een haas achterna zit.
De tombe is geïnspireerd door de tombe van bisschop Gavin Dunbar in St Machar's Cathedral in Aberdeen. Vergelijkend zijn bijvoorbeeld de figuren die de boog steunt en de opzet van de tombe (boogverdeling etc.).
Forbes werd in 1596 begraven in zijn tombe.

## Beheer
De Tarves Medieval Tomb wordt beheerd door Historic Scotland.